# Christian Friedrich Ludwig Albinus
Christian Friedrich Ludwig Albinus (* 10. Juni 1771 in Bevensen; † 5. Juli 1837 in Lauenburg/Elbe) war ein hoher Zollbeamter (Justizrat) in Lauenburg. Er kümmerte sich um in Not geratene Menschen, gründete eine Spar- und Leihe-Casse im Herzogtum Lauenburg und wird als Philanthrop und Mäzen bezeichnet. Besonders kümmerte er sich um die Ausbildung junger Menschen.

## Leben
Albinus’ Vater Samuel Theodor Albinus war Pastor in Bevensen. Sein Sohn Christian Friedrich Ludwig besuchte nach der Schulzeit in Bevensen von 1787 bis 1789 die polytechnisch ausgerichtete Militärschule in Hannover. 1795 wurde er Zollschreiber in Lauenburg, erhielt 1828 den Titel Kammerrat und wurde 1835 zum Justizrat ernannt.
1797 wurde seine Tochter Christiane Sophie geboren. Mit der Mutter, Sophia Dahm aus Lauenburg, war Albinus nicht verheiratet. 1808 heiratete er Adolphine von Scriba, die Ehe blieb kinderlos und die Eheleute lebten bis zum Tode Albinus’ getrennt. Seine Tochter aus der Beziehung mit Sophia Dahm hatte Albinus inzwischen legitimiert.
Zur Zeit der französischen Besatzung (1803–1813) war Albinus als französischer Zollverwalter tätig, als 1816 das Herzogtum Lauenburg an Dänemark fiel, wurde er dänischer Beamter. 1813 erwarb er ein Grundstück am Elbhang und ließ darauf 1822 ein geräumiges Wohnhaus (Albinusstraße 26) erbauen, das er zusammen mit seiner Tochter bezog. 1819 gründete Albinus gemeinsam mit dem Lauenburger Pastor J. A. Uhthoff und anderen Honoratioren der Stadt die Gesellschaft freiwilliger Armenfreunde in Lauenburg. Ein Jahr später betrieb er die Gründung der ersten Sparkasse im Herzogtum.
Die Einrichtung einer Gewerbeschule wurde in den kommenden Jahren das Hauptziel von Albinus. Sie sollte aus Überschüssen der Sparkasse und aus einer privaten Stiftung, in die Albinus und seine Tochter ihr gesamtes Vermögen einbrachten, finanziert werden. Albinus starb im Jahre 1837 und wurde auf seinen Wunsch im Hausgarten beerdigt.

## Wirken
Im Laufe der Zeit hatte der vielbelesene Albinus eine reichhaltige Bibliothek zusammengetragen, die über 1200 Bände umfasste. Darunter befanden sich neben Klassikern wie Johann Wolfgang von Goethe, Friedrich Schiller, Christoph Martin Wieland, und Johann Gottfried Herder viele naturwissenschaftliche Bücher sowie benötigte Fach- und Sachliteratur. Albinus schätzte daneben auch die Musik, er spielte Klavier und sang. Großen Einfluss auf Albinus hatten die Philanthropen Joachim Heinrich Campe, Christian Gotthilf Salzmann und Johann Bernhard Basedow; ihre wesentlichen Ziele waren die Armenfürsorge, die Gründung von Sparkassen und berufsorientierter Schulen; diese Ziele machte sich Albinus auch für sein Lebenswerk zu eigen.

### Armenfürsorge
Seit 1818 beschäftigte sich Albinus besonders mit der Fürsorge für Arme, kümmerte sich um deren Situationsverbesserung und gründete die Gesellschaft freiwilliger Armenfreunde. Die „Armenfreunde“ unterhielten eine Hilfskasse, um bei Notfällen armen Menschen helfen zu können. Sie engagierten sich mit Spenden und persönlichem Einsatz. Albinus war Vorsitzender der Gesellschaft und Rechnungsführer der Hilfskasse.

### Gründung derSpar- und Leihe-Casse
In Kiel war 1796 eine erste Sparkasse gegründet worden. Diese Gründung nahm Albinus zum Anlass, auch in Lauenburg die Gründung einer Sparkasse anzustreben, mit der er drei Ziele verfolgte: Der Bürger sollte zur Selbstverantwortung erzogen, und vom Druck finanzieller Nöte entlastet werden. Schließlich sollte auch die Allgemeinheit davon profitieren, da sie von der Aufgabe der Armenfürsorge weitgehend befreit werden könnte.
Zunächst aber war es wichtig, den Gedanken der Sparsamkeit bei den betroffenen Menschen zu verankern, sie dahin zu bringen, ihre kleinen Überschüsse zu einer Sparkasse zu tragen. 1820 wurde schließlich in Lauenburg die erste Sparkasse des Kreises gegründet, 1822 wurde sie eröffnet, und Albinus war ihr erster Rechnungsführer. Eine besondere Räumlichkeit für diese Sparkasse gab es nicht, die Geschäftstätigkeit fand einmal in der Woche im Hause von Albinus statt. Die Armen-Hilfskasse blieb weiterhin bestehen, Albinus verwaltete sie bis zu seinem Tode.

### „Lauenburgs gemeinnützige Stiftung“ (Albinus-Stiftung)
Die Philanthropen forderten eine „vernünftige und natürliche“ Erziehung, die Schule sollte stärker auf das Berufsleben ausgerichtet sein. Eine solche Schule plante Albinus für Lauenburg, er gründete zur Finanzierung dieses Vorhabens „Lauenburgs gemeinnützige Stiftung“. Es sollte eine Schule für junge Menschen sein, die bereits als Lehrling oder Geselle bei einem Meister arbeiteten. Auch Mädchen sollten diese Schule besuchen können.
Albinus brachte sein ganzes Hab und Gut in diese Stiftung ein: Sein Kapitalvermögen, sein Haus, Mobiliar, seine Bücherei und sein Grundstück. Die „unzertrennliche“ Verknüpfung mit der Spar- und Leihkasse wurde dahingehend festgelegt, dass die Überschüsse der Kasse in die Stiftung fließen sollten. Im Februar 1834 bestätigt der Dänenkönig Friedrich VI. die Stiftung samt der Sparkassenklausel, er erfüllt auch den Wunsch von Albinus, die Stiftungsaufsicht der Königlichen Regierung in Ratzeburg zu übertragen.
Albinus betrachtete seine Stiftung als „Samenkorn“ und so ging aus der Spar- und Leihekasse 1901 die Sparkasse der Stadt Lauenburg hervor, 1939 wurde sie mit weiteren Kassen zur „Kreissparkasse Herzogtum Lauenburg“ zusammengeschlossen.

### Schulgründungen in Lauenburg
1865 wurden durch die Stiftung eine Gewerbeschule und eine Realschule in Lauenburg gegründet. Als Schulgebäude diente beiden Schulen zunächst das Haus des Stifters, bis die Realschule 1872 in den Neubau (Albinusstraße 24) umziehen konnte. Von 1865 bis 2008 trug die Realschule, die im April 1900 in die Trägerschaft der Stadt Lauenburg übergegangen war, den Namen des Stifters.

#### Zielvorstellungen
Es war das Bestreben von Albinus, geeigneten jungen Menschen eine gehobene Bildung als Grundlage eines wirtschaftlich abgesicherten, selbstständigen Lebens zu ermöglichen. So plante er auch die Unterrichtsinhalte, die ihm für dieses Ziel wichtig erschienen: Praktische Fähigkeiten sollten durch solides Hintergrundwissen untermauert werden, aber auch die Heranbildung zum verantwortungsbewussten Mitmenschen sollte nicht zurückstehen. Dabei dachte er auch – seiner Zeit voraus – an die Ausbildung von Mädchen, die damals in der Regel durch mangelnden Unterricht zu Unwissenheit, Armut und Abhängigkeit verdammt waren.

#### Die Albinus-Realschule (1865–2008)
Die Albinus-Schule wurde auf der Grundlage einer privaten Stiftung und unter der Leitung eines Kuratoriums im Jahre 1865 als „Realschule“ gegründet. Unter dieser Bezeichnung verstand man in der damaligen Zeit einen Sondertyp des höheren Schulwesens.
Die Albinus-Schule war im heutigen Sinne ein Teilgymnasium, das seine Schüler nach drei Vorschul- und 6 aufsteigenden gymnasialen Klassen entließ. Im Jahre 1900 wurde die Lehranstalt wegen des Schülerrückgangs geschlossen, sofort als städtische Mittelschule wieder eröffnet und weitergeführt.
Im ursprünglichen Stammgebäude in der Albinusstraße war die Schule bis zum Umzug in das 1964 neu auf dem Hasenberg errichtete Gebäude untergebracht. Bis 2007 nutzte die Pestalozzischule das alte Gebäude weiter. Das neue Schulgebäude wurde 1964 und 1975 in zwei Bauabschnitten auf dem Hasenberg errichtet und der bereits in den 1950er Jahren dort erbauten Hauptschule architektonisch, aber nicht organisatorisch, angegliedert. Durch Schulgesetzänderung (Fortfall der Realschulen) und Stadtvertretungsbeschluss entstand aus der Albinus-Realschule, der Hauptschule Hasenberg und der ehemaligen Pestalozzischule die Gemeinschaftsschule Lauenburg als einzige weiterführende Schule in Lauenburg.

#### Die Albinus-Gemeinschaftsschule (seit 2009)
Die Gemeinschaftsschule mit Förderzentrumsteil der Stadt Lauenburg in Lauenburg besteht seit dem 1. August 2008. Sie vereinigt die bisher eigenständigen Schulen Albinus-Realschule, Hauptschule Hasenberg und das Förderzentrum. Am 1. September 2008 wurde die Schule in einem Festakt feierlich eröffnet, 137 Schülerinnen und Schüler wurden in die sechs neuen 5. Klassen der Gemeinschaftsschule aufgenommen. Die ehemaligen Real- und Hauptschüler besuchen in den „auslaufenden Zügen“ der Real- bzw. der Hauptschule die Gemeinschaftsschule, die von unten aufwächst. Am 25. März 2009 beschloss die Stadtvertretung auf Antrag der Schulkonferenz bei zwei Enthaltungen, der neuen Gemeinschaftsschule den Namen „Albinus“ voranzustellen.

## Albinus’ Philosophie und Pädagogik
Ein Kerngedanke moderner Pädagogik – nämlich der Grundsatz „Hilf dir selbst“ – gehörte für Albinus zum Fundament für Schule und Unterricht: Schülerinnen und Schüler sollten in die Lage versetzt werden, sich selbst zu helfen; Aufgabe der Lehrenden sollte dabei die Hilfestellung, die Beratung sowie die Bereitstellung von Material sein.
Weiterhin sollten nach den Vorstellungen von Albinus Schülerinnen und Schüler zu sozialem Verhalten innerhalb der Gesellschaft erzogen werden und anderen helfen. Der Mensch wird von Albinus in seiner gesamtgesellschaftlichen Verantwortung gesehen; er ist nicht Einzelkämpfer, sondern verantwortlich für die Gemeinschaft.